# Céline Oopa
Céline Oopa foi uma política da Polinésia Francesa. Ela foi eleita para a Assembleia da Polinésia Francesa em 1961, tornando-se na primeira mulher a ser deputada.

## Biografia
O marido de Oopa, Tautu, foi eleito para a Assembleia em 1953 e reeleito em 1957. Após a sua morte em 1961, Céline contestou a eleição a 8 de outubro e foi eleita para a Assembleia, tornando-se na sua primeira deputada. Ela foi reeleita em 1962 como membro do Partido Democrático do Povo do Taiti. Quando o partido foi dissolvido em 1963, ela foi impedida de se juntar ao partido sucessor, Here Ai'a. Ela permaneceu membro da Assembleia até às eleições de 1967.